# Villa Procaccini
Die Villa Procaccini ist ein Landhaus aus dem 18. Jahrhundert im Viertel San Giovanni a Teduccio von Neapel in der italienischen Region Kampanien. Sie liegt am Corso San Giovanni a Teduccio und zählt zu den Villen der Miglio d’oro.

## Geschichte und Beschreibung
Das Gebäude, das ursprünglich aus dem 18. Jahrhundert stammt, ist ein gutes Beispiel für die Architektur des 19. Jahrhunderts; in dieser Zeit wurde das Anwesen vollständig umgestaltet und erweitert.
Heute ist das Haus dem Verfall preisgegeben und benötigt einen Plan zur Restaurierung und Erhaltung. Die Räumlichkeiten sind nicht mehr nutzbar.